# باشگاه پسران بیلیونر (فیلم ۲۰۱۸)
باشگاه پسران میلیاردر (به انگلیسی: Billionaire Boys Club) یک فیلم درام جنایی زندگینامه‌ای آمریکایی به کارگردانی جیمز کاکس و نویسندگی جیمز کاکس و کاپتان مازنر است. این فیلم بر اساس زندگی واقعی باشگاه پسران میلیاردر، گروهی از نوجوانان ثروتمند از جنوب کالیفرنیا در طول دهه ۱۹۸۰ است که به دلیل ترفند پانزی و قتل عمد مجازات شدند.

باشگاه پسران میلیاردر در سال ۲۰۱۰ به نمایش گذاشته شده و در سال ۲۰۱۵ فیلمبرداری شده‌است که به عنوان یکی از کارهای نهایی که کوین اسپیسی پیش از اینکه ادعاهای مرتکب سوء رفتار جنسی او را در سال ۲۰۱۷ بر عهده داشته باشد، به تصویر کشیده‌است و این اتهامات به‌طور مستقیم بر پخش و بازاریابی فیلم تأثیر گذاشته‌است. این فیلم در نهایت در تاریخ ۱۷ ژوئیه ۲۰۱۸ در ایالات متحده منتشر شد.

## طرح
یک گروه از جوانان لس‌آنجلسی در دهه ۱۹۸۰ به رهبری دوستشان جو هانت به واسطه ترفند زود پولدار شو از طریق ترفند پانزی می‌خواهند ثروتمند شوند. این برنامه با کشتن یک فرد دیگر پایان بدی برای آن‌ها به همراه می‌آورد.

## بازیگران
- انسل الگورت در نقش جو هانت
- تارون اگرتون در نقش دین کارنی
- کوین اسپیسی در نقش رول لوین
- جرمی ایروین در نقش کیل بیلتمور
- کری الویس در نقش اندی وارهول
- اما رابرتس در نقش سیدنی ایونس
- بیلی لورد در نقش روزانا ریکی
- سوکی واترهاوس در نقش کویینتانا
- جاد نلسن در نقش رایان هانت
- بارنی هریس در نقش یک ایرانی به نام رضا اسلامی نیا (ایزی) از اعضای باشگاه
- ولید زعیتر در نقش یک ایرانی به نام هدایت اسلامی نیا (پدر رضا)
- بوکیم وودبین در نقش تیم پیت
- رزانا آرکت در نقش دبی ایوانس
- بیلی اسلاتر در نقش مسئول وام
- مارک مانی در نقش مارک مانی
- توماس کوکرول در نقش چارلی باتومس